# Степаненко Федір Васильович
Фе́дір Васи́льович Степане́нко — старший лейтенант Збройних сил України.

## З життєпису
12 липня 2014 року в бою зазнав важких поранень — в стегно, живіт, зроблена хірургічна операція на кишці, забій нижньої губи. Опікується пораненим дружина Лілія, донька та син.

## Нагороди
29 вересня 2014 року — за особисту мужність і героїзм, виявлені у захисті державного суверенітету та територіальної цілісності України, вірність військовій присязі під час російсько-української війни, відзначений — нагороджений орденом Богдана Хмельницького III ступеня.